# WWE 205 Live
205 Live（205・ライブ）は、WWEが制作してWWEネットワークで放送していたクルーザー級を舞台にしたテレビ番組。「205」はクルーザー級のリミットである「205ポンド（95kg）」を意味する。
放送は毎週火曜日のNXTの生放送前に収録して金曜日のSmackDown後に放送される。イメージカラーは紫。

## 歴史
2016年11月29日に放送を開始。WWEクルーザー級クラシックの後継としてスタートした。トリプルHはニューズウィークの取材に対し、今後はNXTに統合されるだろうと語っている。放送自体は2022年2月11日に終了。翌週からNXT Level Upが放送中。

## ゼネラルマネージャー
- ドレイク・マーベリック（2018年1月30日 - 2020年4月12日）
- ウィリアム・リーガル（2020年4月12日 - ）